# Kika
Kika é um filme franco-espanhol de 1993, do gênero comédia dramática, dirigido por Pedro Almodóvar.

## Sinopse
Kika (Verónica Forqué) é uma maquiadora otimista e positiva. Vive com um fotógrafo, Ramón (Álex Casanovas), uma pessoa muito fechada e obcecada pela morte da mãe. Se amam, porém não se entendem. Kika relembra como conheceu Ramón. Ela havia dado seu telefone ao padrasto de Ramón, o escritor estadunidense Nicholas Pierce (Peter Coyote). Nicholas ligou para ela, mas não para sexo, como ela havia pensado, mas para maquiar o cadáver de um jovem. Ela ficou catônica e, subitamente, despertou. Ramón é um fotógrafo de moda com tendências voierísticas. Ele deixa Nicholas, que havia voltado para Madri, viver acima de seu apartamento. Os dois discutem vender a propriedade da família fora da cidade, chamada Casa Youkali. Ramón pede Kika em casamento e ela aceita. 
Nicholas está trabalhando numa novela sobre um assassino em série lésbico, mas ele complementa a renda escrevendo para um reality show sensacionalista que foca em eventos bizarros e macabros. O programa é criado e apresentado por Andrea Caracortada (Victoria Abril), que veste roupas exageradas para combinar com a sua personalidade exagerada. Andrea era psicóloga, e Ramón havia sido seu paciente e amante. Ela diz, a Nicholas, que cortou seu próprio rosto depois que foi abandonada por Ramón, e agora o persegue. No programa, Andrea diz que Paul Bazzo, um maníaco sexual, ex-ator pornô e preso por estupros, escapou enquanto acompanhava uma procissão religiosa. Paul foge para o apartamento de Kika e Ramón porque a empregada destes, Juana (Rossy de Palma), é sua irmã. Juana diz para Paul a amarrar, nocauteá-la, roubar bens de valor e guardá-los no apartamento de um primo. Paul encontra Kika dormindo e a estupra. Um não visto voyeur avisa a polícia. Dois inspetores incompetentes aparecem, arrombam a porta e interrompem o estupro. Paul escapa e esbarra em Andrea, que está vestida com uma roupa futurística, com câmera no capacete. Ela quer entrevistá-lo, mas ele rouba sua moto. Andrea entra no apartamento de Kika e a assedia. Ela diz que havia sido alertada por um voyeur, e gravou o estupro, que é apresentado em seu programa. 
Kika ouve Ramón dizendo a Nicholas que fora ele o misterioso voyeur que havia chamado a polícia. Ele gosta de ver Kika a partir de seu estúdio fotográfico. Juana confessa sua participação no crime. Ramón acusa Nicholas de ter assassinado sua mãe. 
É revelado que tanto Andrea quanto Ramón espionavam Kika a partir de locais diferentes. Andrea desconfia que Nicholas assassinou uma de suas antigas namoradas, Susana (Bibí Andersen). Ela vai à Casa Youkali munida de uma pistola e encontra um túmulo recém-preparado no jardim. Nicholas se tranca na casa mas Andrea a invade e tenta entrevistá-lo. Os dois lutam e acertam um tiro um no outro. Kika aparece e Nicholas confessa, agonizante, que sua novela sobre um assassino em série lésbico é, na verdade, uma autobiografia, como Andrea suspeitava. Kika encontra os corpos de Andrea, Susana e Ramón. Ela consegue ressuscitar Ramón através de choques elétricos. Ramón havia ficado em estado de choque ao encontrar o corpo de Susana no banheiro. 
Enquanto Ramón é levado ao hospital, Kika encontra um motorista e se interessa por ele, dizendo que ela precisa tomar uma nova direção.

## Música
O "Concerto para Bongô", de Pérez Prado, é a trilha sonora de algumas cenas, incluindo as cenas de autoflagelação dos Pica'os, uma perseguição automobilística e o estupro de Kika (quando passado no programa de televisão de Andrea). A canção "Teatro", de Tite Curet Alonso, interpretada por La Lupe, é a música-tema do filme.

## Temas
Os temas centrais do filme são depravação e esperança. O filme possui, ainda, um humor corrosivo.
O filme fala sobre a natureza intrusiva dos reality shows, que eram relativamente novos no período.

## Elenco principal
- Verónica Forqué .... Kika
- Victoria Abril .... Andrea Caracortada
- Peter Coyote .... Nicholas
- Àlex Casanovas .... Ramón
- Rossy de Palma .... Juana
- Santiago Lajusticia .... Pablo
- Anabel Alonso .... Amparo
- Bibiana Fernández .... Susana

## Principais prêmios e indicações
Prêmio Goya 1994 (Espanha)
- Venceu na categoria Melhor Atriz Principal (Verónica Forqué).
- Indicado nas categorias de Melhor Figurino, Melhor Maquiagem, Melhor Direção de Arte, Melhor Direção de Produção, Melhor Som, Melhores Efeitos Especiais e Melhor Atriz Coadjuvante (Rossy de Palma).

Premios Sant Jordi 1994 (Espanha)
- Venceu na categoria de Melhor Filme Espanhol.

Premios Fotogramas de Plata 1994 (Espanha)
- Venceu na categoria de Melhor Atriz de Cinema (Verónica Forqué).

## Curiosidades
- A senhora que entrevista o personagem "Nicholas" no programa de televisão é a mãe do diretor Pedro Almodóvar.